# Camilla Martelli
Camilla Martelli (17 octobre 1545 - 30 mai 1590) est l'amante puis la seconde épouse du grand-duc Cosme Ier de Toscane. Elle est la mère de Virginia de Médicis, duchesse de Modène.

## Biographie
Née dans l'une des familles les plus importantes de l'aristocratie florentine, Camilla Martelli  est la fille d'Antonio Martelli et de Fiammetta Soderini. Après la mort de la première épouse de Cosme Ier de Toscane, Eléonore de Tolède, et après la fin de sa relation avec Eleonora degli Albizzi, Camilla devient l'amante du grand-duc bien qu'elle soit de vingt-six ans sa cadette. Camilla le soutient lorsqu'en raison de sa mauvaise santé, il se retire de la vie publique et s'installe à la villa Medicea di Castello, abdiquant en faveur de son fils François Ier de Médicis.
Camilla a une fille avec Cosme en 1568, Virginia. Malgré l'opposition des enfants issus de son premier mariage, Cosme épouse Camilla en 1570, sur ordre du pape Pie V. En réponse aux reproche de François, Cosme écrit : « Je suis une personne privée et j'ai pris pour épouse une dame florentine et de bonne famille », signifiant que, n'étant plus grand-duc, il est libre de choisir sa femme parmi n'importe quel autre rang de la société. Cependant, le mariage est morganatique et Camilla ne reçoit pas le titre de grande-duchesse. Leur fille est légitimée et intégrée à la lignée de succession.
Camilla est au centre de disputes entre Cosme et ses enfants. Ils désapprouvent son appétit pour le luxe ostentatoire, qui leur paraît vulgaire en comparaison de l'élégance et du bon goût de leur défunte mère. Le grand-duc, pour ne pas susciter de scandale, se retire du monde et n'assiste pas aux fêtes et célébrations officielles.
Le 30 avril 1574, Cosme Ier, victime d'au moins un accident vasculaire cérébral, décède. Après sa mort, Camilla est contrainte de se retirer au couvent florentin de Murate puis transférée au couvent de Santa Monica. Elle est autorisée à quitter le couvent le 6 février 1586 pour assister au mariage de sa fille  avec César d'Este , petit-fils en lignée naturelle du duc de Ferrare Alphonse Ier d'Este. Désireuse de jouir d'une plus grande liberté après la mort de François Ier, elle demande au grand-duc Ferdinand Ier de la laisser quitter le couvent. Il exauce son souhait, mais après une série de crises politiques, il la force à retourner à Santa Monica, où elle meurt en 1590.